# Faro de Oukacha
El faro de Oukacha es un faro situado en la ciudad de Casablanca, región de Casablanca-Settat, Marruecos. Está gestionado por la autoridad portuaria y marítima del Ministère de l'équipement, du transport, de la logistique et de l'eau.

## Características
Se trata de una torre cuadrada de hormigón que se puso en servicio en 1960.